# Cédric Séguin
Cedric Seguin, född den 3 april 1973 i Pierrelatte, Frankrike, är en fransk fäktare som tog OS-silver i herrarnas lagtävling i sabel i samband med de olympiska fäktningstävlingarna 2000 i Sydney.